# High Lonesome Sound
High Lonesome Sound è il settimo album in studio del musicista statunitense Vince Gill, pubblicato nel 1996.

## Tracce
1. One Dance with You – 3:01 (Vince Gill, Reed Nielsen)
2. High Lonesome Sound – 3:26 (Gill)
3. Pretty Little Adriana – 3:47 (Gill)
4. A Little More Love – 3:09 (Gill)
5. Down to New Orleans – 4:18 (Gill, Pete Wasner)
6. Tell Me Lover – 4:03 (Gill)
7. Given More Time – 3:58 (Gill, Don Schlitz)
8. You and You Alone – 3:27 (Gill)
9. Worlds Apart – 5:43 (Bob DiPiero, Gill)
10. Jenny Dreamed of Trains – 5:20 (Guy Clark, Gill)
11. High Lonesome Sound (featuring Alison Krauss & Union Station) – 3:06 (Gill)